# Väike-Õismäe

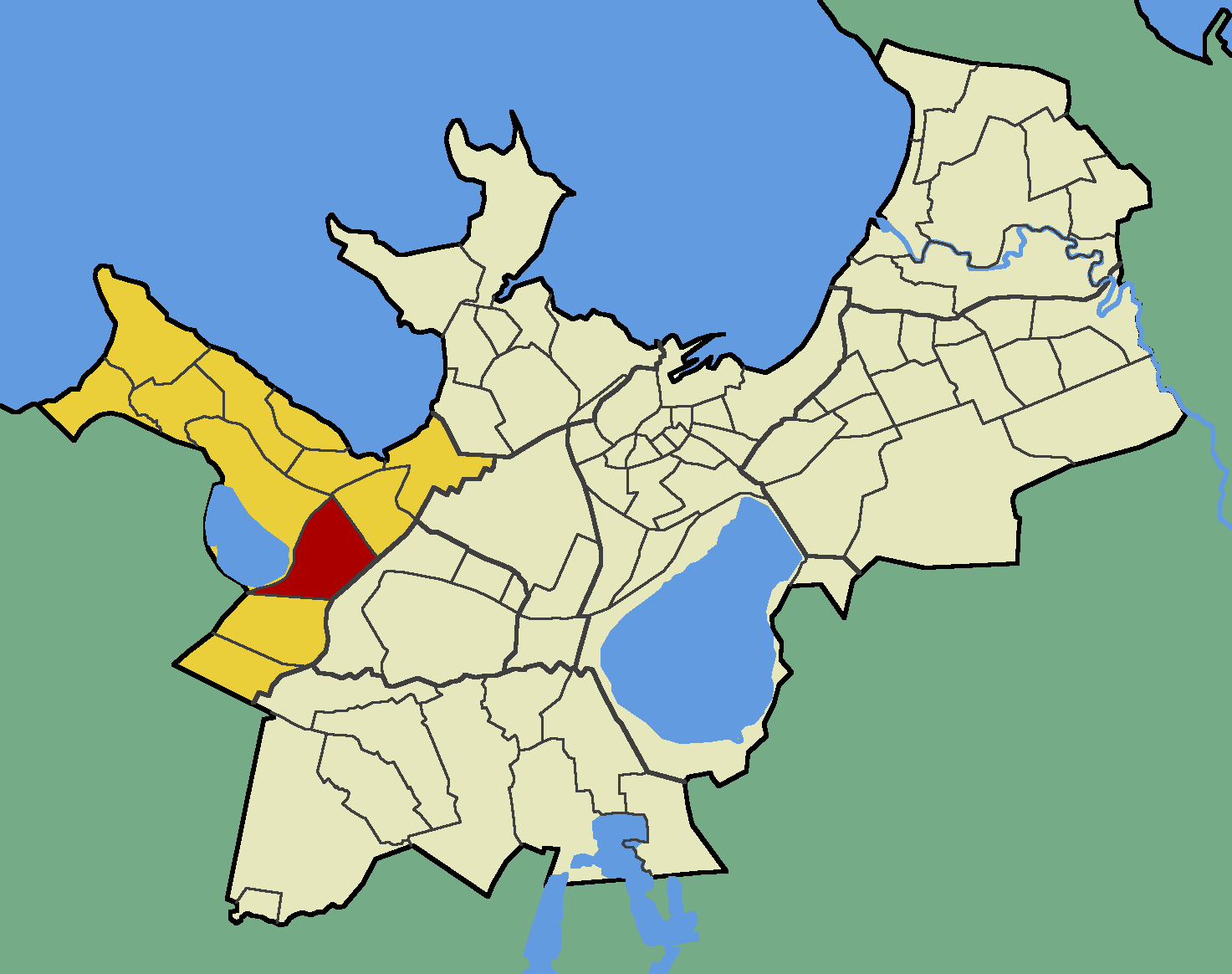
Der Bezirk Väike-Õismäe (rot) im Tallinner Stadtteil Haabersti (gelb)

Väike-Õismäe (zu Deutsch „Kleiner Blütenberg“) ist ein Bezirk (estnisch asum) der estnischen Hauptstadt Tallinn. Er liegt im Stadtteil Haabersti.

## Beschreibung
Väike-Õismäe hat 27.822 Einwohner (Stand 1. Mai 2010). Er ist nach Mustamäe der Tallinner Stadtbezirk mit der zweithöchsten Einwohnerzahl.
Das 1968 projektierte Väike-Õismäe ist neben Mustamäe (1958) und Lasnamäe (1973) eine der drei Tallinner Trabantenstädte, die während der sowjetischen Besetzung Estlands entstanden sind.
Der Entwurf für Väike-Õismäe stammt von den estnischen Architekten Malle Meelak und Mart Port. Er wurde zwischen 1973 und 1984 verwirklicht. Der Bezirk war ursprünglich für 45.000 Menschen vorgesehen. Vorbild sollten die städteplanerischen Konzepte des britischen Architekten Ebenezer Howard (1850–1928) mit seinen geometrischen Gartenstädten sein.
Im Gegensatz zu Mustamäe mit seinen Kleinbezirken (Mikro-Rajons) ist Väike-Õismäe als ein großer Makro-Rajon im Sinne einer Ringstadt geplant. Aus der Luft ergibt sich das Bild einer Rosenblüte.
Den Mittelpunkt der Trabantenstadt bildet ein künstlich angelegter runder See. Im inneren Kreis befinden sich fünf- bis neungeschossige Hochhäuser in Plattenbauweise. Den äußeren Kreis bilden turmartige Hochhäuser mit sechzehn Stockwerken. Sie sind teils in Ziegelbauweise, teils in Plattenbauweise errichtet.  Die Grünflächen sind großzügig gestaltet.
Schulen, Kindergärten und Geschäfte gruppieren sich ringförmig um den See. Hinter einer Ringstraße, die Väike-Õismäe mit den anderen Teilen Tallinns verbindet, finden sich weitere vierstöckige Bauten.
Im Westen grenzt Väike-Õismäe an den 1,6 Quadratkilometer großen Harku-See (Harku järv).

## Bilder

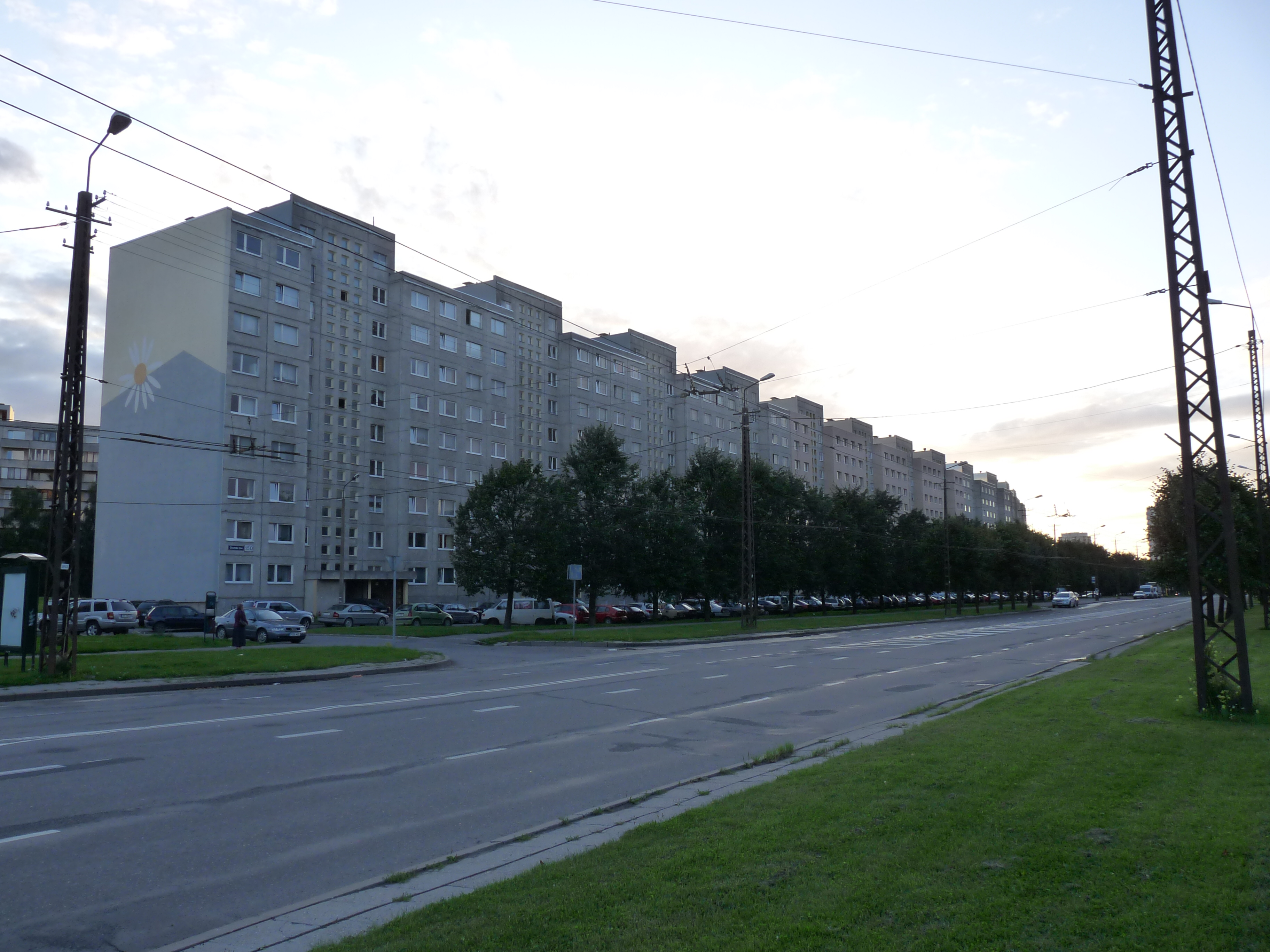
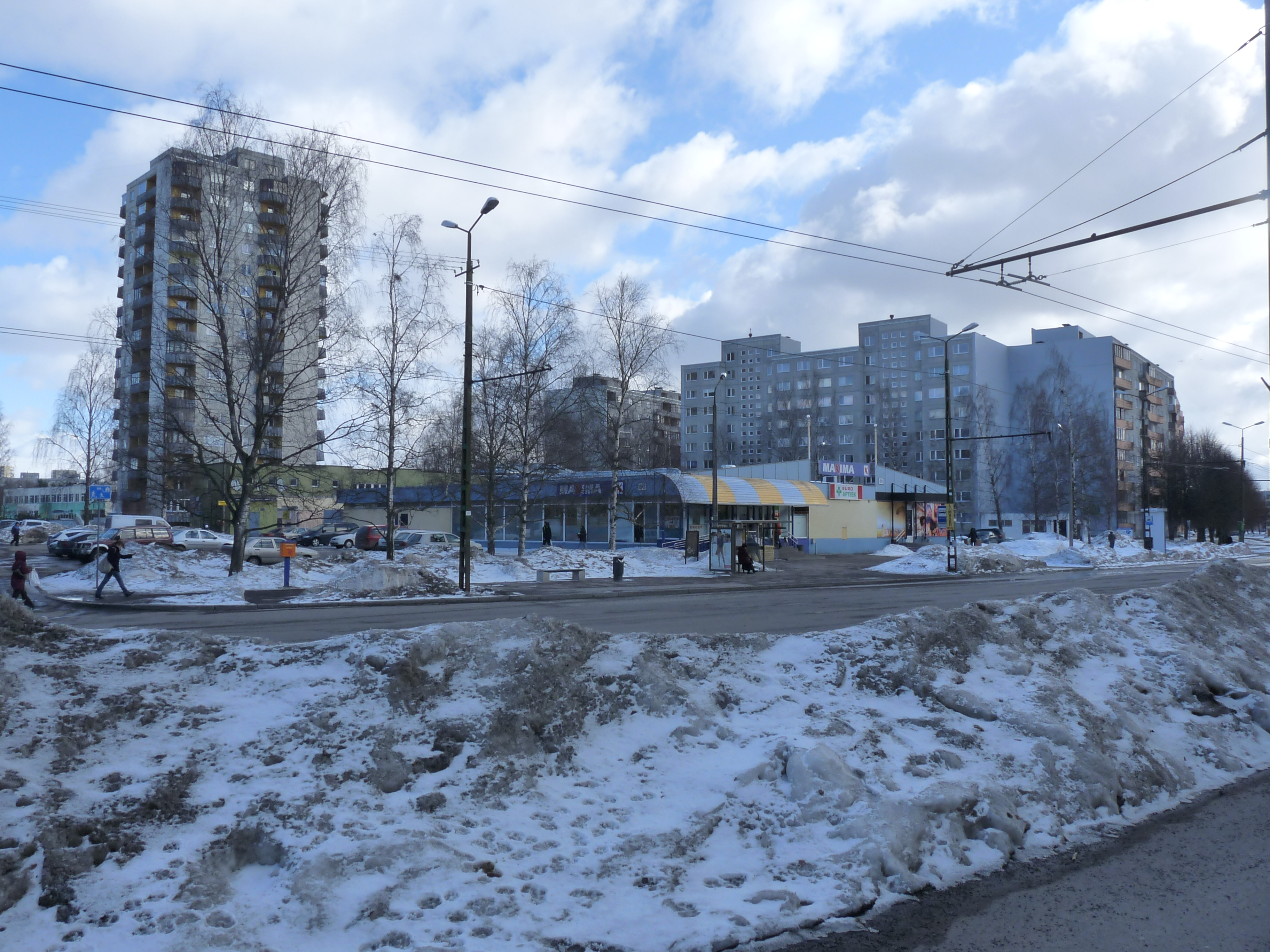
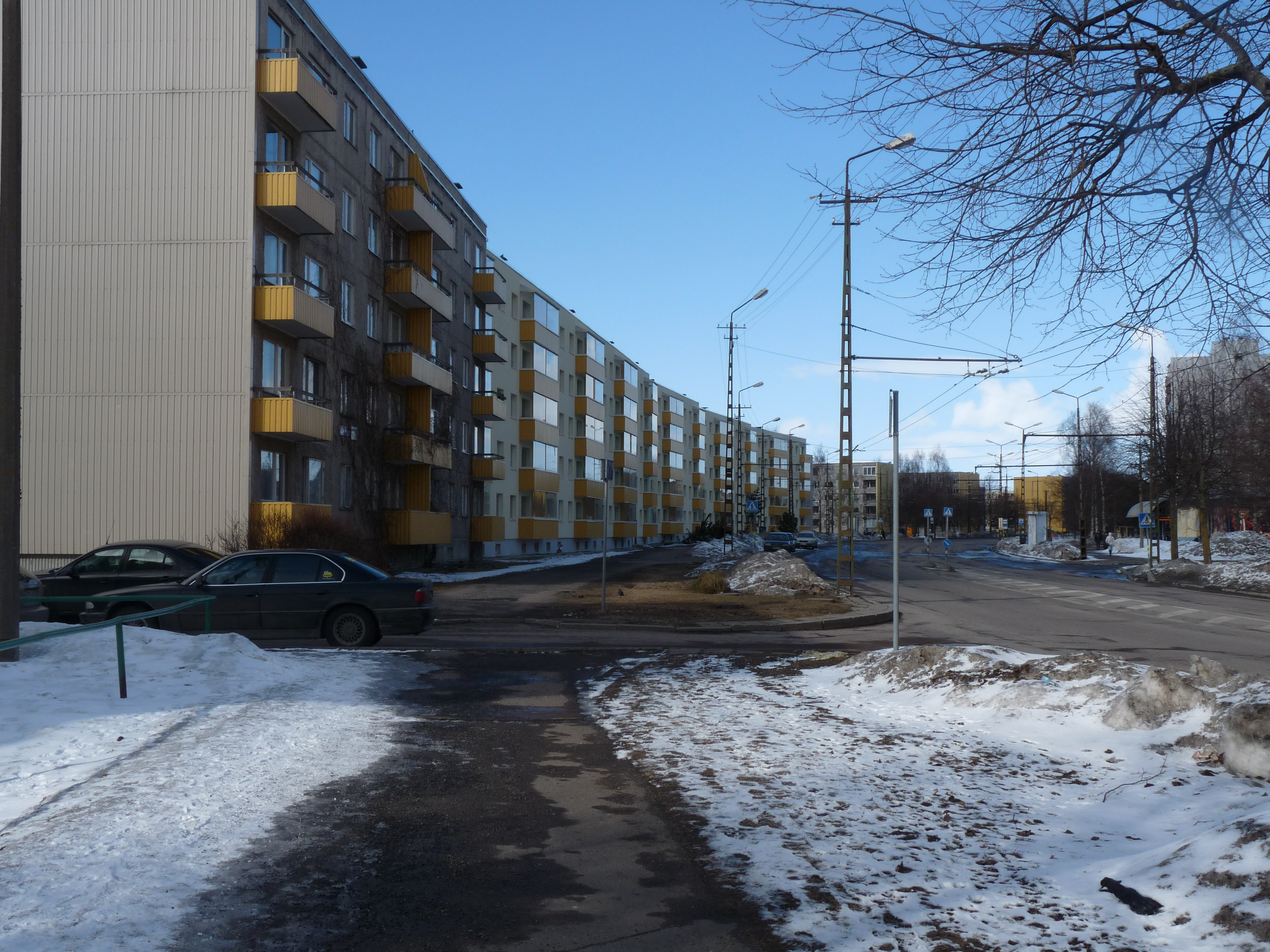
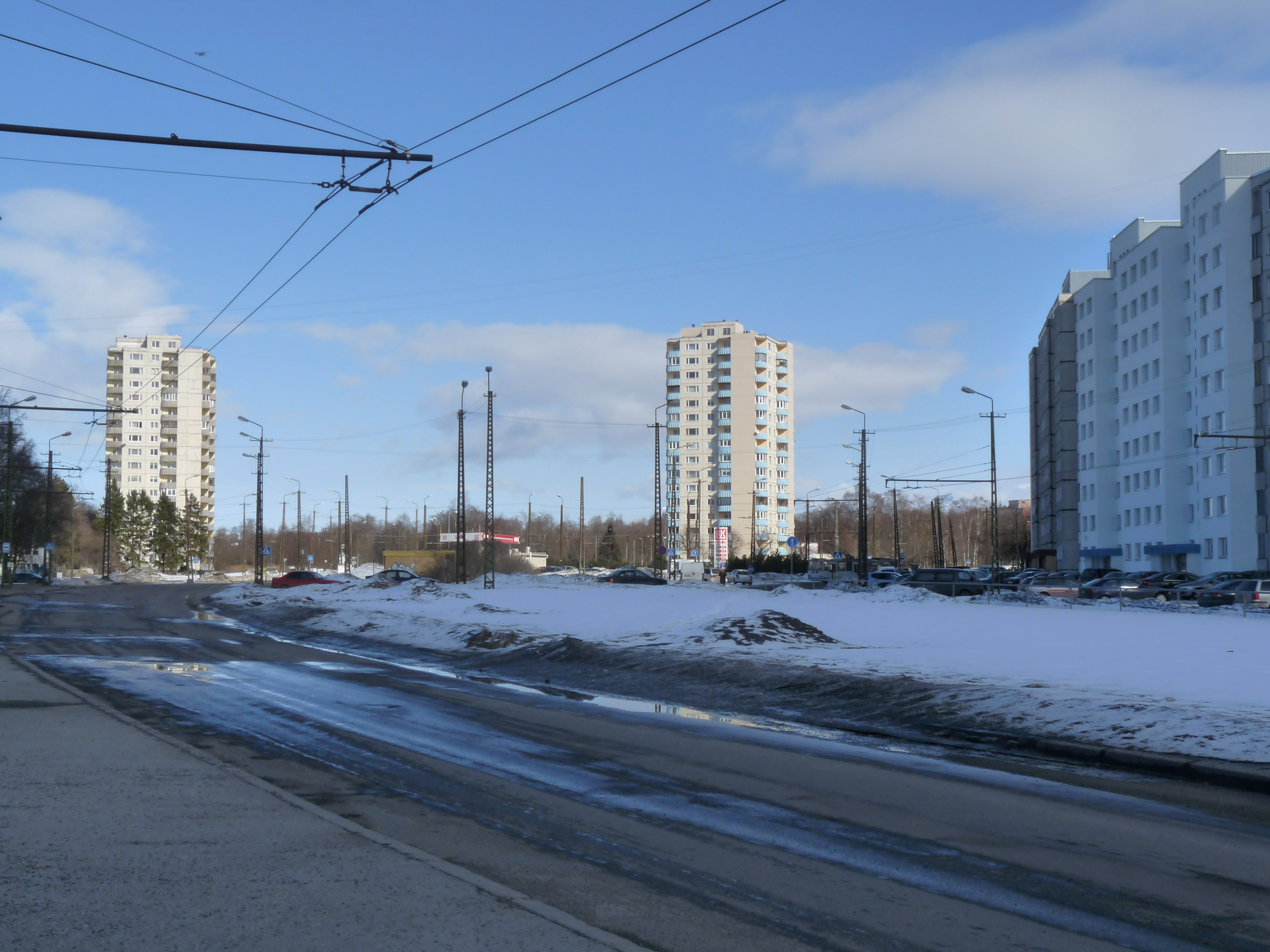
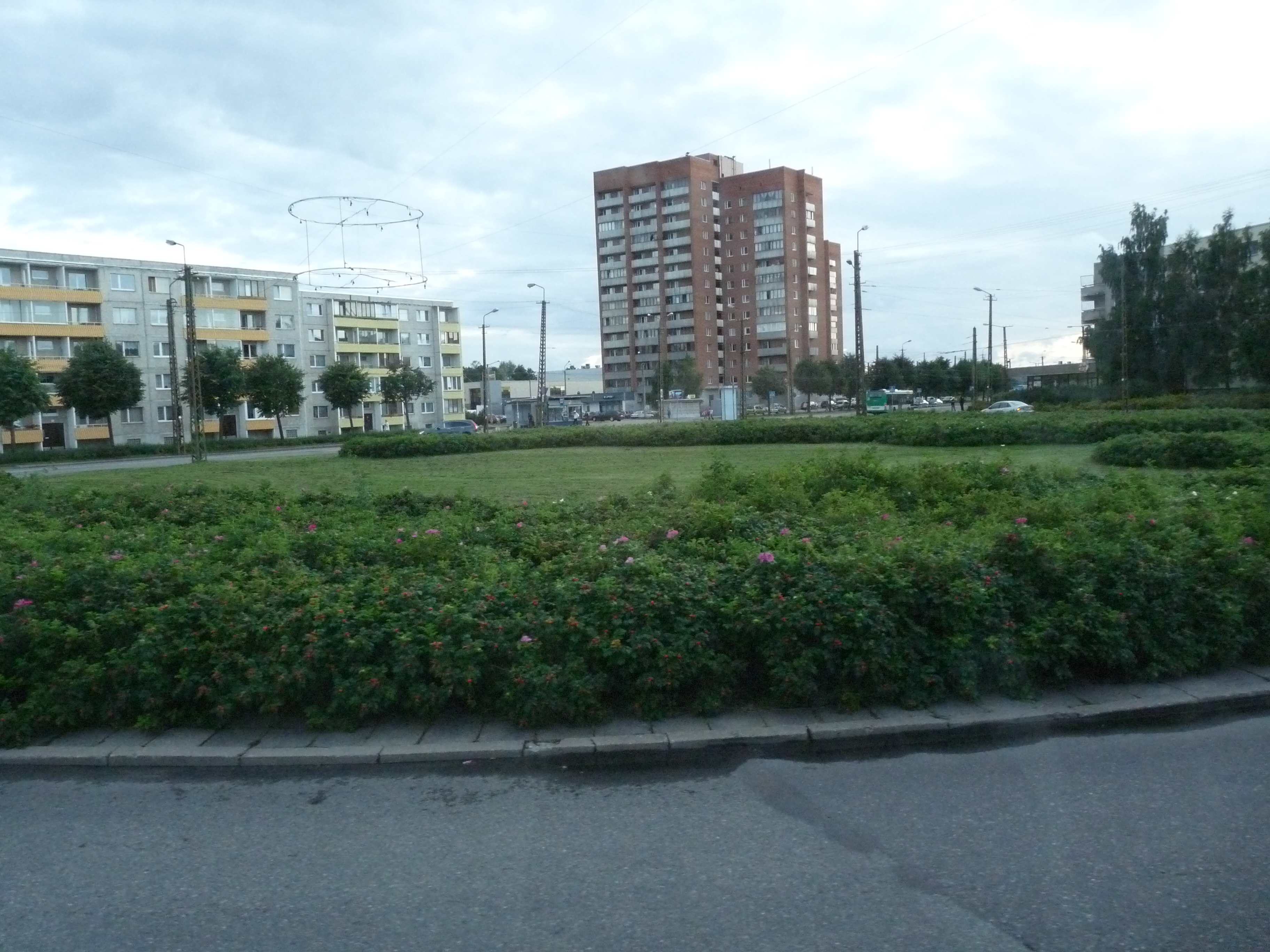
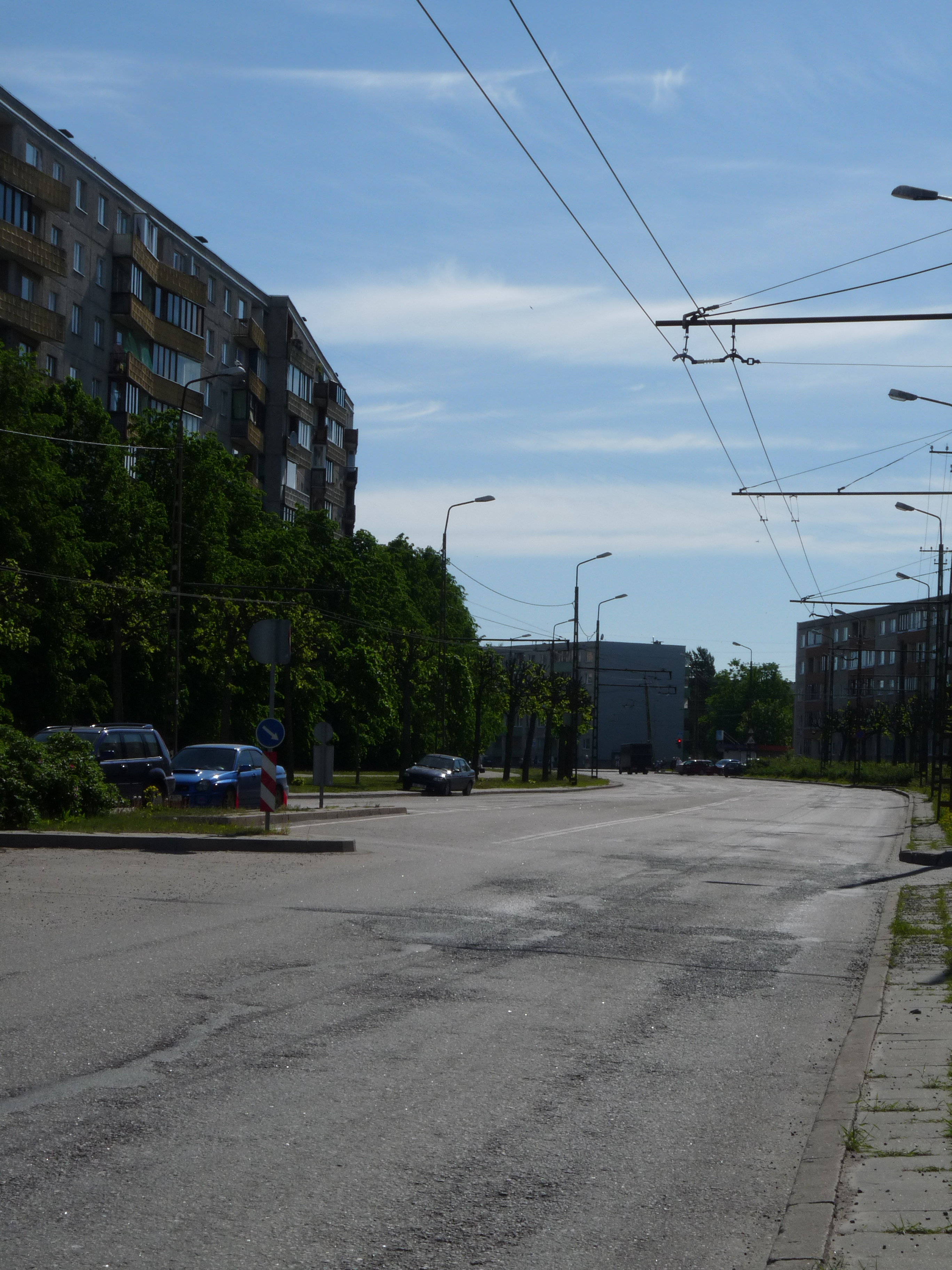
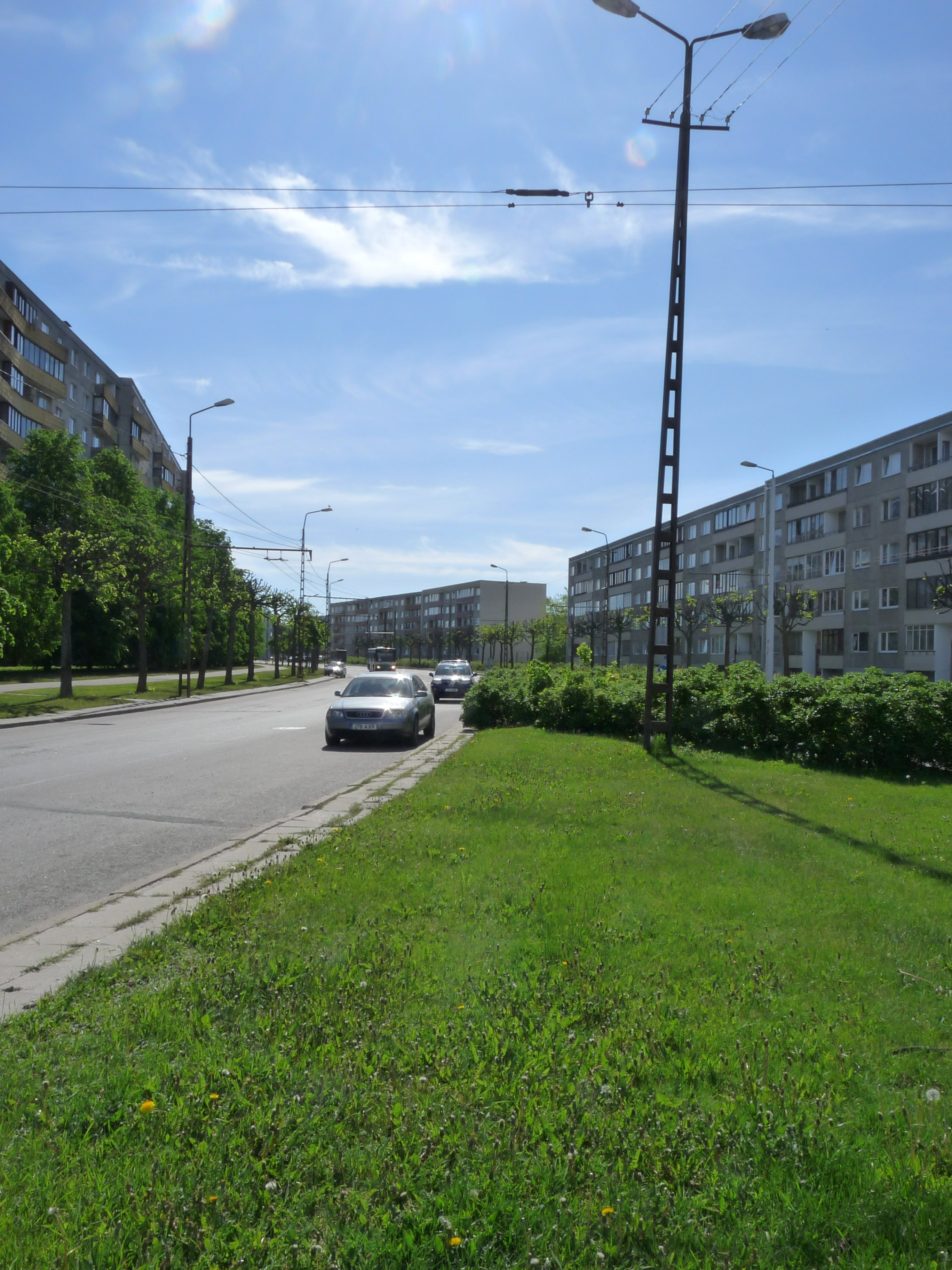
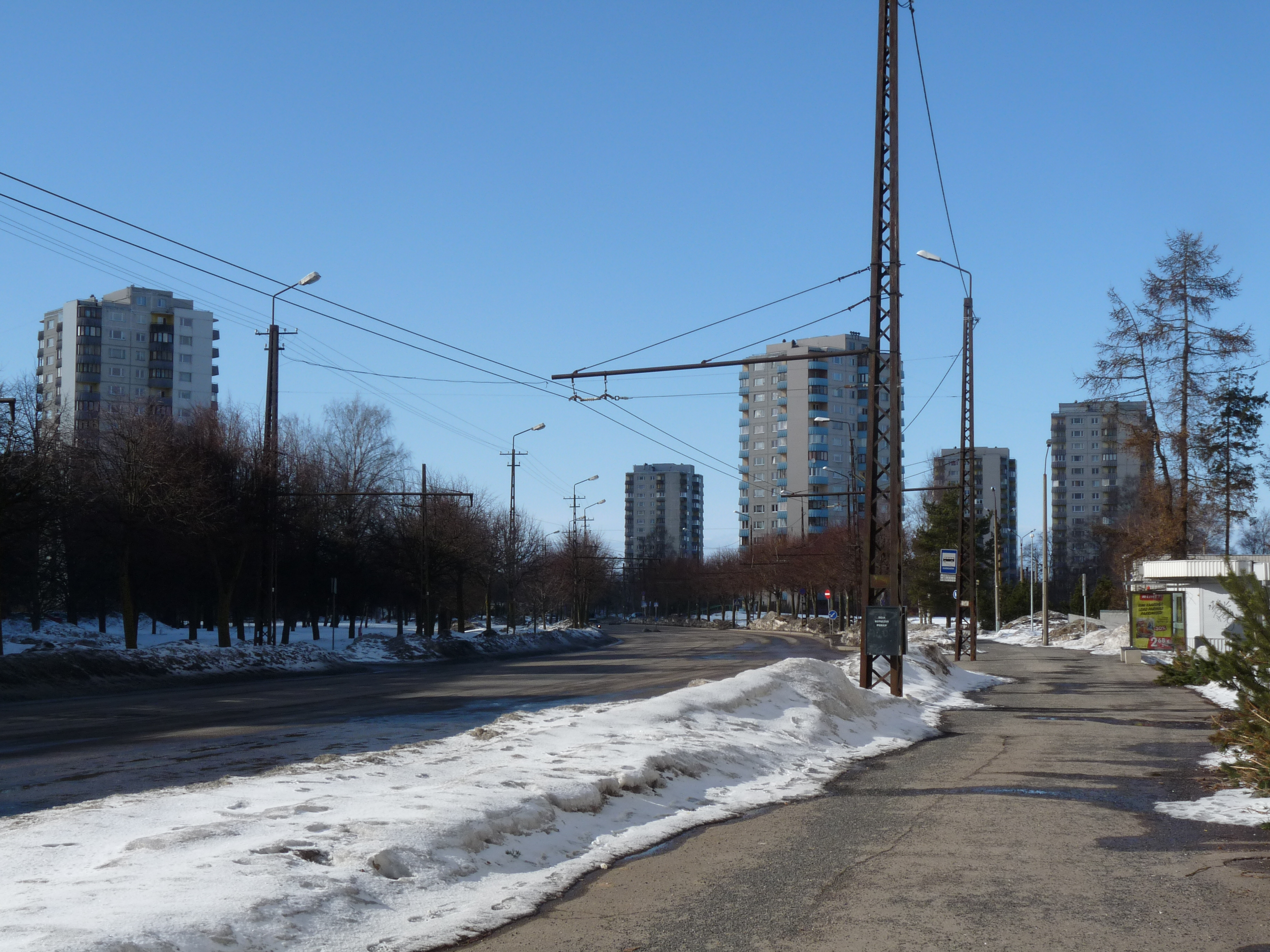